# Nikolai Grigorjewitsch Below
Nikolai Grigorjewitsch Below (* 23. November 1919 in Fjodorowskoje; † 14. Oktober 1987) war ein sowjetischer Ringer. Er wurde 1947 Europameister und gewann bei den Olympischen Spielen 1952 in Helsinki eine Bronzemedaille jeweils im griechisch-römischen Stil im Mittelgewicht.

## Werdegang
Nikolai Below gehörte dem Sportclub Dynamo Moskau an. Wie und wann er zum Ringen kam, ist nicht bekannt. Seine ersten Erfolge als Ringer erzielte er 1945, als er bei der sowjetischen Meisterschaft im griechisch-römischen Stil im Mittelgewicht den 3. Platz belegte. Nikolai Below rang hauptsächlich im griechisch-römischen Stil, in den Anfangsjahren seiner Laufbahn aber auch im freien Stil.
Er wurde von 1948 bis 1951 viermal in Folge sowjetischer Meister im griechisch-römischen Stil und gewann bei diesen Meisterschaften noch insgesamt fünf weitere Medaillen (drei Silber- und zwei Bronzemedaillen). Seine Hauptgegner bei diesen Meisterschaften waren Dawit Zimakuridse, Grigori Tkatschenko und Giwi Kartosia.
An internationalen Meisterschaften konnte er nur zweimal teilnehmen. Das lag daran, dass die Sowjetunion bis 1952 nicht dem Ringer-Weltverband FILA angehörte. 1947 erschien bei der Europameisterschaft im griechisch-römischen Stil in Prag trotzdem eine sowjetische Ringermannschaft. Die FILA ließ die Ringer dieser Mannschaft mit einer Sondergenehmigung bei dieser Europameisterschaft starten. Nikolai Below nutzte diese Chance und wurde in Prag mit Siegen über Josef Bilý, Tschechoslowakei, Gyula Németi, Ungarn, Mohammed Moussa, Ägypten, Axel Grönberg, Schweden und Muhlis Tayfur, Türkei, Europameister im Mittelgewicht.
Nachdem die Sowjetunion der FILA beigetreten waren, konnte sie eine Mannschaft zu den Olympischen Spielen in Helsinki entsenden. Nikolai Below gehörte dieser Mannschaft an. In Helsinki siegte er im griechisch-römischen Stil im Mittelgewicht gegen Jerzy Gryt aus Polen und Emile Courtois, Belgien, hatte in der 3. Runde ein Freilos und verlor seine letzten Kämpfe gegen Axel Grönberg und Kalervo Rauhala aus Finnland. Er gewann damit eine Bronzemedaille.
An weiteren internationalen Meisterschaften war er nicht am Start. 1953 wurde er in der Sowjetunion als Spitzenathlet in seiner Gewichtsklasse von Giwi Kartosia abgelöst.
1955 besiegte Nikolai Below in Moskau bei einem Länderkampf UdSSR gegen Schweden im Mittelgewicht Rune Jansson nach Punkten.
Nach dem Ende seiner aktiven Laufbahn wirkte Nikolai Below als Ringertrainer in Moskau.

## Internationale Erfolge
| Jahr | Platz  | Wettbewerb     | Stil | Gewichtsklasse | Ergebnisse |
| 1947 | 1.     | EM in Prag     | GR   | Mittel         | nach Siegen über Josef Bilý, Tschechoslowakei, Gyula Németi, Ungarn, Mohammed Moussa, Ägypten, Axel Grönberg, Schweden und Muhlis Tayfur, Türkei |
| 1952 | Bronze | OS in Helsinki | GR   | Mittel         | nach Siegen über Jerzy Gryt, Polen und Emile Courtois, Belgien und Niederlagen gegen Axel Grönberg und Kalervo Rauhala, Finnland                 |

## Erfolge bei sowjetischen Meisterschaften
| Jahr | Platz | Stil | Gewichtsklasse | Ergebnisse                                             |
| 1945 | 3.    | GR   | Mittel         | hinter Anton Aboljitsch und Wladimir Krutschkowski     |
| 1946 | 2.    | GR   | Mittel         | hinter Grigori Tkatschenko, vor Wladimir Krutschkowski |
| 1947 | 3.    | F    | Mittel         | hinter Dawit Zimakuridse und L. Chantimurgan           |
| 1948 | 1.    | GR   | Mittel         | vor Dawit Zimakuridse und Grigori Tkatschenko          |
| 1948 | 2.    | F    | Halbschwer     | hinter Wladimir Matschkapjan, vor L. Markow            |
| 1949 | 1.    | GR   | Mittel         | vor Wladimir Krutschkowski und Grigori Tkatschenko     |
| 1950 | 1.    | GR   | Mittel         | vor Grigori Tkatschenko und Giwi Kartosija             |
| 1951 | 1.    | GR   | Mittel         | vor Grigori Tkatschenko und Giwi Kartosija             |
| 1953 | 2.    | GR   | Mittel         | hinter Giwi Kartosija und vor Leonid Anfinogow         |

Erläuterungen
- GR = griechisch-römischer Stil, F = Freistil
- OS = Olympische Spiele, EM = Europameisterschaft
- Mittelgewicht, damals bis 79 kg, Halbschwergewicht, bis 87 kg Körpergewicht